# Juniperus coahuilensis
Juniperus coahuilensis là một loài thực vật hạt trần trong họ Cupressaceae. Loài này được Martínez Gaussen ex R.P.Adams mô tả khoa học đầu tiên năm 1993.